# Libnotes (Libnotes) notata solomonis
Libnotes (Libnotes) notata solomonis is een ondersoort van de tweevleugelige Libnotes (Libnotes) notata uit de familie steltmuggen (Limoniidae). De ondersoort komt voor in het Australaziatisch gebied.